# Koichi Hashiratani
Koichi Hashiratani (Kyoto, 1 de març de 1961) és un futbolista japonès que disputà 29 partits amb la selecció japonesa.